# Alcova
L'alcòva era la stanza da letto degli ambienti domestici nobiliari o dell'alta borghesia, soprattutto dal Rinascimento al XVIII secolo.

## Descrizione
Il nome deriva all'arabo al-qubba (letteralmente la "cupola"), attraverso lo spagnolo alcoba, e si riferisce in particolare a quelle stanze composte da un doppio ambiente: una zona principale e una rientranza in una delle pareti, in cui era posto il letto, separata magari da balaustre o tendaggi. Si trattava solitamente di un ambiente riccamente decorato, soprattutto nel XVIII secolo quando si diffuse l'usanza di ricevervi le visite delle persone intime.
Oggi tale ambiente è scomparso nell'architettura moderna, ma resta come modo di dire per riferirsi alla camera nuziale o al nido d'amore, anche in senso figurato. In inglese "alcove" ha un significato ancora più esteso: può indicare genericamente anche una nicchia o una rientranza.

## Galleria d'immagini

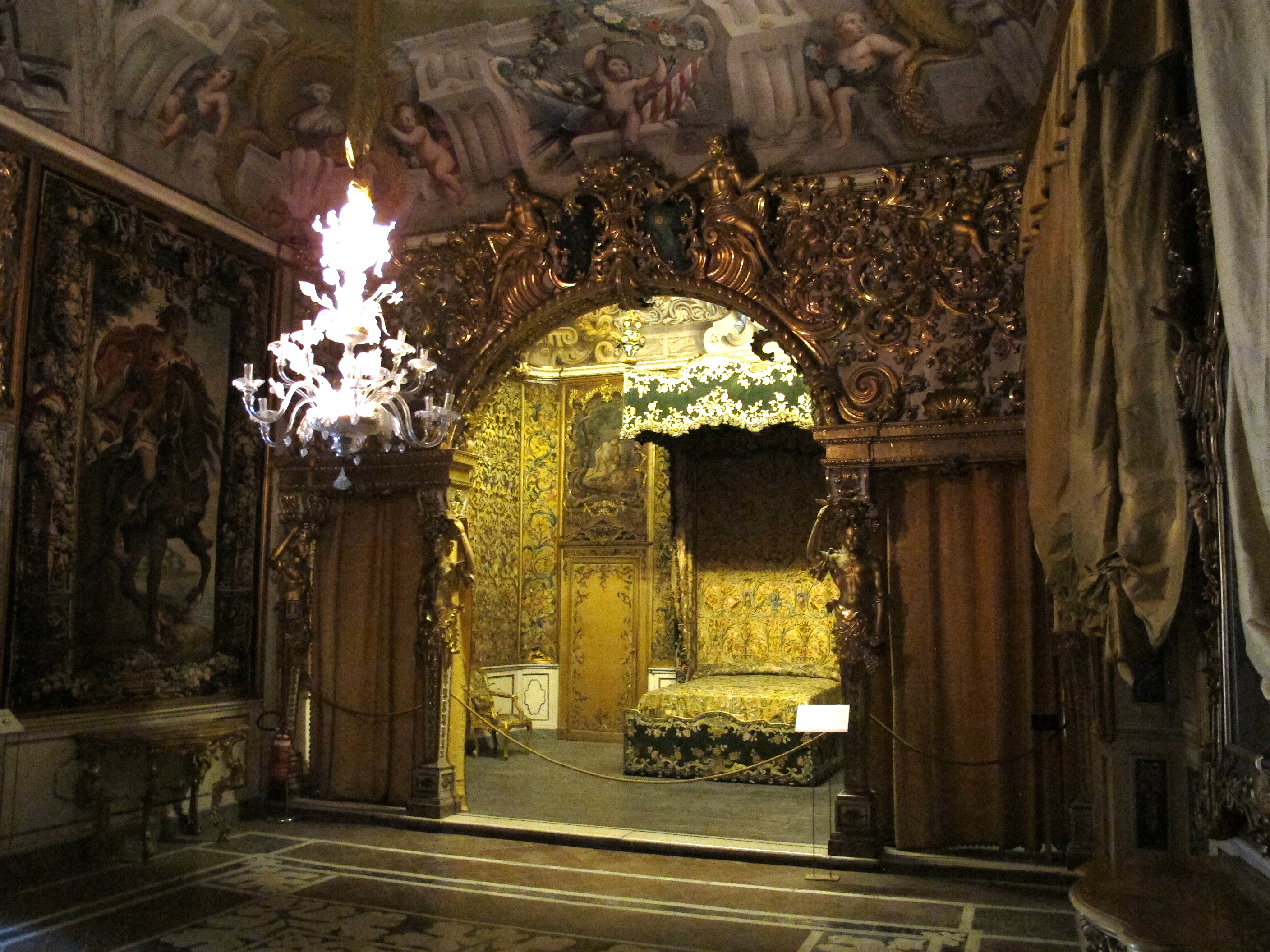
Alcova di palazzo Mansi a Lucca
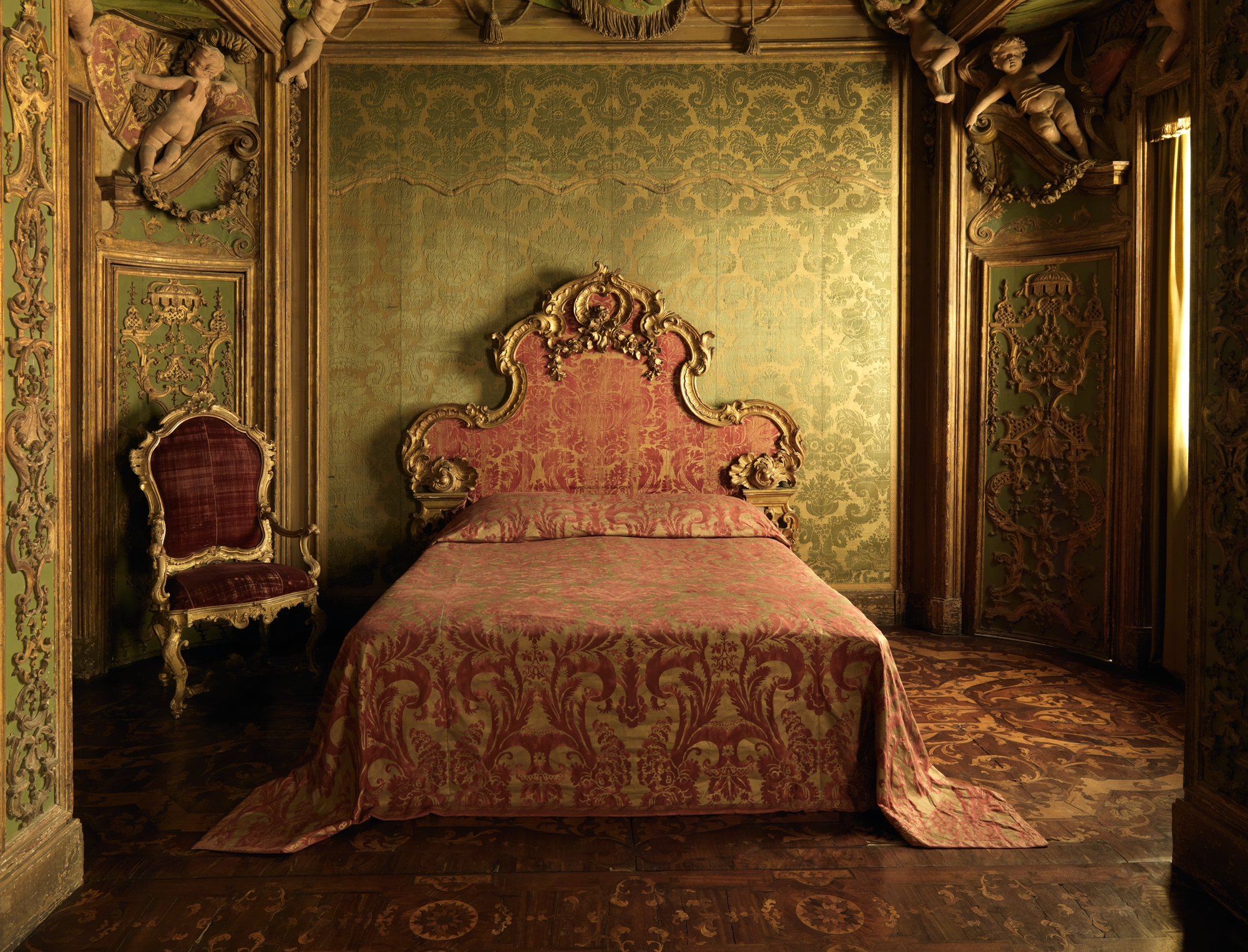
Alcova di palazzo Sagredo (Venezia) al Metropolitan Museum di New York